# الألعاب الأولمبية الشتوية 1968

شعار الألعاب الأولمبية الشتوية 1968.

أقيمت الألعاب الأولمبية الشتوية لسنة 1968 في مدينة غرونوبل الفرنسية.

## اختيار المدينة المضيفة
في 24 نوفمبر 1960 ، قدم رئيس قسم إيزير ، فرانسوا راؤول ، ورئيس اتحاد دوفيني للتزلج ، راؤول اردوين ، رسميًا لأول مرة فكرة استضافة دورة الألعاب الأولمبية الشتوية لعام 1968 في غرونوبل. بعد أن وافق مجلس المدينة من حيث المبدأ ، قدمت مختلف الوكالات الحكومية دعمهم ، وكان رد فعل القرى المحيطة بغرينوبل إيجابيا ، فقد تم تشكيل لجنة تقديم الطلبات بقيادة ألبرت ميشالون ، رئيس بلدية غرينوبل السابق في 30 ديسمبر 1960. وتم تقديم الطلب رسميا إلى اللجنة الأولمبية الدولية
خلال اجتماع بين المديرين التنفيذيين اللجنة الأولمبية الدولية وممثلي الوكالات الرياضية الدولية في لوزان في فبراير 1963.
1. 1 2  "Grenoble 1968" (بالإنجليزية). International Olympic Committee. Retrieved 2019-11-20.